# Vetrna turbina
Vetrna turbina je vrteč se energijski stroj, ki pretvarja kinetično energijo vetra v druge oblike mehanske energije. V primeru, da se kinetična energija turbine uporablja neposredno za delo (npr. mletje ali črpanje), ji pravimo mlin na veter. V sodobnem času pa z izrazom označujemo predvsem stroje, ki pretvarjajo mehansko energijo v elektriko.

## Zgodovina
Ljudje že več tisoč let izkoriščajo energijo vetra. Prve mehanske priprave, ki so izkoriščale energijo vetra so bile verjetno jadrnice, prve naprave na trdnih tleh pa mlini na veter. Kolikor vemo, so prve mline na veter zgradili šele v sedmem stoletju našega štetja na ozemlju današnjega Irana in Afganistana. Od tod se je gradnja mlinov na veter razširila na srednji vzhod ter v Indijo in na Kitajsko. Prve mline na veter so uporabljali najprej za mletje žita, pozneje pa tudi za črpanje vode, gnanje žag, itd.
V 18 st. je Anglež John Smeaton prišel na podlagi meritev do treh pomembnih zaključkov, ki še danes predstavljajo temelj teorije vetrnih turbin. Ti so:
- obodna hitrost lopatic turbin je v idealnem primeru sorazmerna hitrosti vetra
- maksimalen navor je sorazmeren kvadratu hitrosti vetra
- maksimalna moč turbine je sorazmerna kubu hitrosti vetra

Naslednji velik zgodovinski mejnik je nastal ob pojavu električnega generatorja konec 19. st. Ljudje so poskušali generatorje poganjati z vetrnimi turbinami, tako je bila leta 1888 zgrajena prva vetrna turbina (Charles Brush, Ohio). To še ni pomenilo razmah vetrnih elektraren, so pa se ža pojavljale vetrnice, ki so gnale majhne generatorje. Kmalu zatem pa so se že pojavili predniki sodobnih vetrnih turbin. Tako so se v začetku 20. st. že zasnovale prve velike družbe, ki so intenzivno razvijale začetno tehnologijo.

## Teorija vetrnih turbin

### Energija vetra
Vetrne elektrarne za svoje delovanje izrabljajo energijo vetra. Kot je znano, veter nastaja zaradi delovanja sonca. Ko se Zemlja vrti okoli svoje osi, sonce ogreva različne dele zemeljskega površja, le-ta pa se ne segreva enakomerno. Na območjih, ki so trenutno prekrita z oblaki je segrevanje počasnejše kot na območjih z jasnim nebom. Tudi kopno se na splošno segreva hitreje kot morje, ker se voda nenehno pretaka in odnaša toploto drugam. Tako topla površina segreva zrak, ki je nad njo. Topli zrak se dviga in na njegovo mesto pri tleh doteka hladen zrak. To gibanje zraka imenujemo veter.
Globalno gledano pa sonce najmočneje segreje ekvatorski predel zemlje. Tam se segreti zrak prične dvigati in se nato ohlajen spušča pri približno tridesetem vzporedniku (severnem in južnem) in se nato kot hladen tok vrača po spodnjih plasteh atmosfere v predel ekvatorja. Ti vetrovi se zaradi Coriolisove sile oz. zaradi rotacije zemlje na severni polobli odklanjajo nekoliko vzhodno, na južni pa nekoliko zahodno. Tako nastanejo vetrovi ki jim pravimo pasati.
Najbolj ugodne vetrove tako običajno najdemo na vrhovih hribov, izpostavljenih odprtih obalah ter na odprtem morju.
Pri vetru merimo parametre kot so povprečna hitrost, smer ter razlike med trenutno in povprečno hitrostjo vetra. Tako je tudi pomembno, da poznamo potek vertikalnega hitrostnega gradienta vetra, ki je v splošnem logaritemska funkcija (sl. 2.1), ki pa je odvisna tudi od narave terena. Ta nam pove, da je povprečna hitrost vetra pri tleh zaradi trenja enaka nič, nato pa z višino logaritemsko narašča.
Kot vemo je energija oz. kinetična energija vetra enaka:
{\displaystyle W={\frac {m*v^{2}}{2}}} ali {\displaystyle W={\frac {v^{2}}{2}}} na enoto mase
Torej je masni pretok zraka skozi površino A v {\displaystyle [{\frac {kg}{s}}]} enak {\displaystyle p*A*v} tako je moč vetra enaka {\displaystyle P=(p*A*v){\frac {v^{2}}{2}}={\frac {p*A*v^{3}}{2}}}
Torej je moč vetra odvisna od tretje potence hitrosti le tega. Zavedati se moramo, da je moč vetrne turbine enaka razliki moči vetra pred in za veternico oz. razliki kinetične energije vetra. Koeficient izkoristka vetrne turbine (Cp) je definiran kot delež energije vetra, ki jo je turbina sposobna izvleči iz vetra. Njegova maksimalma vrednost je 59 %. Najmodernejše turbine imajo vrednost Cp približno 0.42, kar pomeni da imajo te turbine 42 % izkoristek vetra. 
Iz tega sledi izraz za moč vetrne turbine:{\displaystyle P=Cp*{\frac {p*A*v^{3}}{2}}}
V resnici moč turbine ni čisto sorazmerna s kubom hitrosti vetra, saj koeficient Cp ni konstanten, marveč je v splošnem funkcija hitrosti vetra.

### Vetrnice
Vetrnih turbin obstaja več vrst, zato jih delimo na naslednje načine:
a) Glede na način delovanja sile vetra na lopatice rotorja:
- naprave, ki delujejo na principu aerodinamične sile dviga (efekt letalskega krila)
- naprave, ki delujejo na principu aerodinamične sile zračnega upora

Naprave z nizkim številom obratov navadno delujejo na principu sile zračnega upora (Savonius-ov rotor, skodelični tip rotorja-anemometri…). Njihova hitrost vrtenja je manjša od hitrosti vetra, na pogonsko gred pa delujejo z znatnim momentom. Te izvedbe se za generiranje električne energije ne uporabljajo, so pa zaradi enostavnosti izdelave priročne za črpanje vode, mline, itd.
Moderne vetrne turbine z visokim številom obratov na minuto, pa delujejo skoraj izključno na principu aerodinamične sile dviga. Te naprave se vrtijo s hitrostjo, ki je nekajkrat višja od hitrosti vetra. V primerjavi z rotorji prejšnjega tipa, ki delujejo na principu sile zračnega upora, imajo te vetrnice zaradi boljšega izkoristka Cp nekajkrat višjo moč, na gredi pa zato posledično oddajajo nekaj manjši navor.
b) Glede na postavitev glavne osi vrtenja:
- Vertikalne
- Horizontalne

Vertikalne izvedbe imajo to prednost, da je njihovo delovanje neodvisno od smeri vetra; pa tudi težki strojni del z generatorjem se nahaja na tleh. Najbolj znan model vetrne turbine z vertikalno osjo vrtenja je Darrieus-ov rotor, ki ga prikazuje spodnja slika. Vertikalno-osne vetrne turbine pa imajo tudi slabo lastnost tj. zaradi pulzirajočega navora se ne morejo zagnati same, pa tudi regulacija hitrosti vrtenja pri močnih vetrovih je zelo problematična.
Zato se raje poslužujemo horizontalno-osnih vetrnih turbin. Te so za namene vetrnih elektraren najbolj pogosto uporabljene. Navadno dvo ali tro-kraki rotorji delujejo na principu aerodinamičnega dviga, vse skupaj z generatorjem je postavljeno na velik steber, regulacija pa ves čas meri smer in jakost vetra ter celotno kompozicijo (brez stebra) obrača proti vetru.
c) Glede na vrsto obratovanja:
- Vetrne turbine s konstantno hitrostjo vrtenja
- Vetrne turbine s spremenljivo hitrostjo vrtenja

Za manj zahtevne aplikacije, kot so črpanje vode ali polnjenje akumulatorskih baterij se dovoljuje uporabo vetrnih turbin s spremenljivo hitrostjo vrtenja. Če pa le-te uporabljamo za generiranje električne energije za omrežje, pa moramo uporabiti pretvornik s širokopasovnim vhodom.
Vsekakor je najbolj pogost sistem vetrne elektrarne s konstantno hitrostjo vrtenja, saj nam ta dovoljuje uporabo preprostih generatorjev, katerih hitrost vrtenja je določena z omrežno frekvenco.

### Zgradba vetrne turbine
Glavni elementi, ki sestavljajo vetrno turbino so vetrnica oz. rotor, menjalnik tj. prenos, generator, gibljiva čeljust ter regulacijski sistem. Zgradba je lepo vidna na prečnem prerezu tipične vetrne turbine.

#### Rotor
Običajne vetrne turbine, ki imajo dvo- ali trikrake vetrnice, normalno obratujejo pri obodni hitrosti 50 do 70 m/s. Pri teh vrednosti dajejo trikraki propelerji najboljše izkoristke. Čeprav imajo dvokraki propelerji le 2-3 % slabši izkoristek raje uporabljamo trikrake, saj so sile, ki delujejo na rotor, bolj enakomerno razporejene; pa tudi estetično delujejo najbolj prijetno. Rotor sam oziroma lopatice propelerja so največkrat narejene iz steklenih vlaken in poliestra, lesa ali lesenega laminata, ogljikovih vlaken ali pa iz aluminija. Izbira materiala je odvisna predvsem od zahtevnosti izdelave, namembnosti (teža, modul elastičnosti…) in cene. 
Seveda pa se pri izdelavi stremi po čim bolj kakovostnih lopaticah:
- Visoko razmerje aerodinamičnih sil dviga / uporu za večji izkoristek v celotnem območju delovanja
- Čim boljša mehanska vzdržljivost, žilavost
- Majhna teža
- Nizka produkcija zvoka

Propeler je lahko montiran proti vetru ali pa obratno, čeprav se slednja orientacija propelerja praviloma sama prilagaja smeri vetra je zaradi nekoliko višjega hrupa (turbina je v stolpovem zavetrju) dokaj redko vidna. Kot kaže slika (2.4) moč vetrne turbine narašča s kubom hitrosti vetra vse do neke vrednosti, za katero je bila vetrna turbina zgrajena tj. nazivna oz. obratovalna moč. Drugače povedano se vetrnica začne vrteti pri neki hitrosti vetra (cut-in), zatem njeno število obratov z vetrom raste, pri neki nazivni vrednosti pa želimo kljub morebitnim večjim hitrostim vetra obdržati nazivno moč. To dosežemo z regulacijo aerodinamičnosti turbine oz. s spremembo faktorja Cp. Vendar ko je hitrost vetra znatno večja od normalne vrednosti obratovanja moramo vetrno turbino zaustaviti (cut-out), saj lahko pride do nepravilnega delovanja in celo uničenja.

##### Regulacija moči
Moč vetrnih turbin lahko reguliramo na več načinov:
- moč vetrne turbine spreminjamo s faktorjem izkoristka Cp (pitch control); Kot že vemo je moč vetrne turbine dana kot kar pomeni da lahko moč manipuliramo z regulacijo faktorja izkoristka Cp. To storimo tako, da lopaticam med delovanjem spremenimo vpadni kot vetra. Tako zmanjšamo aerodinamično silo dviga in povečamo silo upora lopatic. Rezultat je zmanjšanje Cp, kar se manifestira v manjši moči vetrne turbine tj. manjši hitrosti. Seveda pa gre spreminjanje le do nekih meja, zato se takega načina regulacije moči ne poslužujemo več.

- moč vetrne turbine reguliramo z navorom generatorja (stall control); Največje število vetrnih turbin v razredu od 50 do 500 kW, ki se uporabljajo za generiranje električne energije za omrežje, uporablja ta tip regulacije. Običajno so elektrarne tega tipa opremljene z asinhronskim generatorjem. V normalnem delovanju je okoli lopatic, ki so nastavljene na kar najbolj optimalen vpadni kot vetra, zagotovljeno laminarno gibanje zraka. Tako je aerodinamičen izkoristek veternice kar se da velik. Ko pa nastopi hitrost vetra, pri kateri generator doseže svojo nazivno moč (mejna vrednost) pa moramo nadaljnje naraščanje navora na rotor preprečiti. Ker je elektrarna priklopljena na togo omrežje se asinhronski generator s svojim slipnim momentom upira nadsinhronski hitrosti, kar povzroči praktično konstantno hitrost propelerja. Če hitrost vetra še narašča, se posledično spremeni tudi vpadni kot vetra na lopatice, ki se še vedno vrtijo s konstantno hitrostjo. Laminaren tok vetra se na zadnjem delu lopatice »odlepi« kar se posledično manifestira kot turbulenten tok zraka okoli lopatic. Ta povzroči da se sila upora napram aerodinamični sili dviga močno poveča, posledica česar je poslabšanje faktorja Cp oziroma zmanjšanje moči vetrne turbine.

- moč vetrne turbine reguliramo z obračanjem vetrne turbine iz smeri vetra (yaw control); Le v redkih primerih lahko zasledimo tak tip regulacije. Vetrno turbino, ki je preobremenjena enostavno s čeljustnim mehanizmom obrnemo iz smeri vetra.

#### Mehanski prenos
Mehanska moč, ki jo generira propeler se preko mehanskega prenosa prenese na os generatorja. Mehanski prenos je navadno sestavljen iz menjalnika, sklopke in zavornega sistema. Manjalnik je namenjen zvišanju obratov rotorske gredi na nivo, ki ustreza dotičnemu generatorju. Cel mehanski prenos mora biti dimenzioniran tako, da vzdrži visoke dinamične sile, ki nastopajo med delovanjem naprave. Nekateri konstruktorji zato poleg menjalnika vključijo še vztrajnik, ki na take sile deluje kot dušilni člen.

#### Generator
Generator je člen, ki pretvarja mehansko energijo v električno. Pri vetrnih elektrarnah s konstantno hitrostjo vrtenja se skoraj izključno uporablja asinhronske generatorje. Eden od razlogov za to izbiro je, da se pri vetrnih elektrarnah s sinhronskim generatorjem lahko pojavi nezaželena resonanca, ki jo lahko povzroči sinhronski generator s svojo konstantno frekvenco ter turbina s svojim pulzirajočim navorom na gredi generatorja. Ta problem učinkovito odpravlja asinhronski generator, ki take pulzirajoče spremembe navora elegantno absorbira s svojim slipom. Generatorji v takšnih elektrarnah običajno obratujejo na napetostnem nivoju 690 V. Slabe lastnosti asinhronskih generatorjev, kot je velik zagonski tok, rešujemo z mehkim zagonom s pomočjo tiristorjev. Nekoliko slabši pa popravljamo s kondenzatorskimi baterijami, ki so locirane ob vznožju stolpa.
Za vetrne turbine s spremenljivo hitrostjo vrtenja se uporabljajo tako sinhronski kot asinhronski generatorji. Nadaljnji razvoj pa gre v smeri generatorjev, ki ne bi potrebovali manjalnika med propelerjem in generatorsko osjo. Velika pozornost pa se posveča tudi konverterjem, kjer bi glavno vlogo preklapljanja imeli močnostni tranzistorji. Tak konverter bi imel nizek faktor popačenja, žal pa pri velikih močeh nastopajo tudi precejšnje toplotne izgube.

#### Zavorni sistem
Ker je moč vetra sorazmerna tretji potenci hitrosti vetra se ob visokih hitostih vetra pojavljajo sile znatnih veličin. Zato v vsaki vetrni elektrarni obstajata najmanj dva medsebojno neodvisna zavorna sistema, ki imata sposobnost popolne zaustavitve propelerja ali pa le njegovo zmanjšanje hitrosti. Zavorni sistem pride v uporabo bredvsem pri močnih vetrovih, kjer je potrebno zmanjšati obrate ali pa med vzdrževalnimi deli, ki zahtevajo mirujoč sistem. Tudi izpad električnega omrežja ter s tem izguba nasprotujočega delovnega momenta gredi lahko hitro privede do nevarnih hitrosti rotorja.
Pri regulaciji z uravnavanjem Cp (pitch control), kjer spreminjamo naklonski kot lopatic nam zasuk vpadnega kota vetra na 0° ali celo v negativno stran povzroči upočasnitev propelerja. Kjer uporabljamo drugačno regulacijo (stall control) nimamo možnosti rotiranja lopatic rotorja. Zato imajo navadno na koncu propelerskih lopatic vgrajene zavorne lopute, ki se ob aktivaciji postavijo v položaj največjega zračnega upora.
Za popolno zaustavitev rotorja pa uporabljamo mehanske zavore, ki se po navadi zaradi manjših zavornih momentov nahajajo za menjalnikom, čeprav taka postavitev slednjega močno obremenjuje. Pri projektiranju zavor je posebno pomembno,da je sistem kljub kakšni okvari varen.

#### Čeljustni sistem
Horizontalno-osne turbine imajo čeljustni sitem, ki jim omogoča obračanje propelerja proti vetru. Na okrovu turbine se nahaja merilec hitrosti (anemometer) in smeri vetra. Ta nato svoje podatke posreduje regulacijskemu sistemu, ki nato z motornim pogonom obrača čeljustni sistem tako, da je smer vetra pravokotna na propelersko ploščino.

#### Stolp
Naloga stolpa je držanje horizontalno-osne vetrne turbine skupaj z generatorjem na neki višini, ter zagotavljati dobro stabilnost in s tem nemoteno delovanje. Stolpi so lahko betonske ali pa železno konstrukcijske izvedbe, pri čemer je betonska različica dražja. Večji betonski stolpi so navadno votli, v njih pa se lahko povzpnemo do turbine oziroma generatorja. Stolpi morajo biti postavljeni na resnično masivne temelje, ki pogostokrat dosežejo globino tudi 50 m. Pri prelahkih temeljih se pojavi tudi problem resonančnih frekvenc, ki lahko nastopijo ob določenih obratih propelerja.

### Tehnične lastnosti
Močnostna krivulja vetrne turbine predstavlja odvisnost moči vetrne turbine od hitrosti vetra. Krivulja je lahko določena na osnovi teoretičnih izračunov ali pa na podlagi terenskih meritev. Pri slednjih se meritev izvaja v povprečnem vetru (10 minutni razmaki), da se izognemo dinamičnim razlikam. 
Pri močnostni krivulji vetrne turbine so pomembni naslednji parametri:
- Vklopna hitrost vetra (cut-in wind speed); hitrost vetra, pri kateri se propeler začne vrteti.
- Izklopna hitrost vetra (cut-out wind speed); hitrost vetra, pri kateri se vetrno turbino ustavi zaradi prevelike hitrosti vetra.
- Nazivna moč (rated power); je maksimalna oddajna moč vetrne turbine, ki je oddana generatorju.
- Nazivna hitrost vetra (rated wind speed); hitrost vetra, pri kateri vetrna turbina razvije nazivno moč.